# Liqueur de Chambord

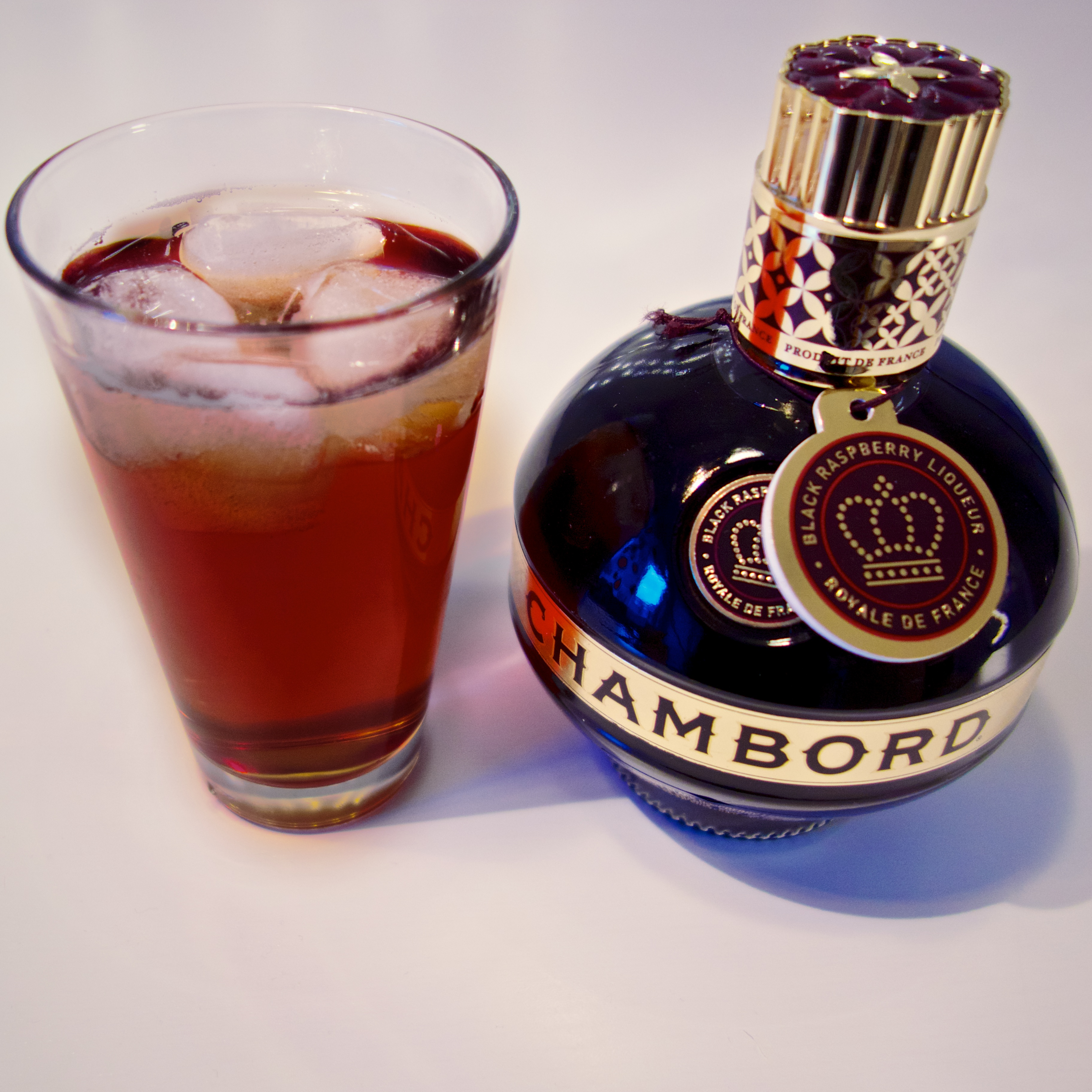
Liqueur de Chambord.

La Liqueur de Chambord est une liqueur de framboise créée, selon la légende, en 1685, lorsque Louis XIV visita Chambord. Composée de framboises rouges et de mûres, lui donnant une couleur pourpre foncée, et de miel, vanille et cognac, son titre alcoolique est 16,5°. Son nom commercial complet est « Chambord Liqueur Royale de France » et elle appartient depuis 2006 au groupe américain Brown-Forman.

## Histoire
La légende faisant remonter la recette à Louis XIV est contestée par la direction du Château de Chambord. Le premier producteur de la liqueur est Aimé Boucher, fabricant de vins et liqueurs à Huisseau-sur-Cosson, qui s'associe à la société Charles Jacquin & Cie basée à Philadelphie pour mettre la liqueur sur le marché en 1982. En 2005, l'usine s'installe à Cour-Cheverny, à une quinzaine de kilomètres au sud-ouest du domaine du château de Chambord. L'année suivante, le groupe américain Brown-Forman la rachète.
En 2018, le groupe Brown-Forman intente un procès au château de Chambord qui projette de commercialiser le vin du domaine sous le même nom.